# کیتا تاکامی
کیتا تاکامی (ژاپنی: 高見 啓太؛ زادهٔ ۳۰ ژوئیهٔ ۱۹۹۳) یک بازیکن فوتبال اهل ژاپن است.
از باشگاه‌هایی که در آن بازی کرده‌است می‌توان به باشگاه فوتبال ونریر هاچینوهه اشاره کرد.